# 5580 Сярідаке
5580 Сярідаке (5580 Sharidake) — астероїд головного поясу, відкритий 10 вересня 1988 року.
Тіссеранів параметр щодо Юпітера — 3,602.
Названо на честь Сярідаке (яп. しゃりだけ(斜里岳) сярідаке).